# Campeonato Carioca de Basquete Masculino de 2016
O Campeonato Carioca de Basquete de 2016 foi uma competição brasileira de basquete organizada pela Federação de Basquetebol do Estado do Rio de Janeiro (FBERJ). A competição disputada por quatro equipes e início em 19 de setembro de 2016.
Vasco da Gama não comparece ao último jogo da série final alegando falta de segurança no Ginásio do Tijuca. Flamengo conquista o título estadual por W.O., o 43º título da história, sendo o 12º consecutivo.

## Regulamento
O campeonato foi disputado em três fases: Fase de Classificação, Fase Seminfinal e Fase Final.
Na Fase de Classificação as equipes jogam todas contra todas, em turno e returno, classificando as quatro equipes para a Fase Semifinal.
Na Fase Semifinal disputada em melhor de três partidas, sendo a primeira no ginásio do melhor colocado, a segunda na do pior e a terceira,
se necessária, na do melhor colocado, obedecendo ao seguinte cruzamento: 1º x 4º e 2º x 3º. A equipe vencedora desse confronto classificando-se à Fase Final.
Na Fase Final os vencedores da Fase Semifinal jogam, em melhor de três, obedecendo o mesmo critério de utilização de ginásio da Fase Semifinal.

## Fase de Classificação

### Classificação
| Pos | Times         | Pts | J | V | D | PF  | PS  | SP  | CAV   |
| --- | ------------- | --- | - | - | - | --- | --- | --- | ----- |
| 1   | Flamengo      | 11  | 6 | 5 | 1 | 510 | 424 | 86  | 1,202 |
| 2   | Vasco da Gama | 11  | 6 | 5 | 1 | 492 | 445 | 47  | 1,105 |
| 3   | Macaé         | 8   | 6 | 2 | 4 | 423 | 458 | -35 | 0,923 |
| 4   | Botafogo      | 6   | 6 | 0 | 6 | 387 | 485 | -98 | 0,798 |

### Resultados
Primeiro Turno
| 19 de setembro 20:00 | Relatório | Botafogo                              | 53–77 | Vasco da Gama                               |  | Ginásio de General Severiano, Rio de Janeiro |  |
| 19 de setembro 20:00 | Relatório | Placar por quarto: 21-12, 15-15, ?, ? |       |                                             |  | Ginásio de General Severiano, Rio de Janeiro |  |
| 19 de setembro 20:00 | Relatório | Pts: Arnaldinho (18) Rbts: ? Asts: ?  |       | Pts: Nezinho (15) Rbts: ? Asts: Nezinho (5) |  | Ginásio de General Severiano, Rio de Janeiro |  |

| 22 de setembro 21:00 | Relatório | Flamengo                                                       | 78–59 | Macaé                                |  | Ginásio Hélio Maurício, Rio de Janeiro |  |
| 22 de setembro 21:00 | Relatório | Placar por quarto: 26-12, 11-12, 30-13, 11-22                  |       |                                      |  | Ginásio Hélio Maurício, Rio de Janeiro |  |
| 22 de setembro 21:00 | Relatório | Pts: Marcelinho (17) Rbts: JP Batista (5) Asts: Marcelinho (5) |       | Pts: Thiaguinho (14) Rbts: ? Asts: ? |  | Ginásio Hélio Maurício, Rio de Janeiro |  |

| 26 de setembro 19:00 | Relatório | Botafogo                                           | 67–77 | Macaé                               |  | Ginásio de General Severiano, Rio de Janeiro |  |
| 26 de setembro 19:00 | Relatório | Placar por quarto: 15-19, 9-20, 28-13, 15-25       |       |                                     |  | Ginásio de General Severiano, Rio de Janeiro |  |
| 26 de setembro 19:00 | Relatório | Pts: Russel (13) Rbts: Russel (7) Asts: Russel (4) |       | Pts: Schneider (24) Rbts: ? Asts: ? |  | Ginásio de General Severiano, Rio de Janeiro |  |

| 30 de setembro 19:30 | Relatório | Vasco da Gama                                | 75–62 | Macaé                                |  | Ginásio Vasco da Gama, Rio de Janeiro |  |
| 30 de setembro 19:30 | Relatório | Placar por quarto: 18-18, 8-12, 28-14, 21-18 |       |                                      |  | Ginásio Vasco da Gama, Rio de Janeiro |  |
| 30 de setembro 19:30 | Relatório | Pts: Jackson (23) Rbts: ? Asts: Palacios (8) |       | Pts: Thiaguinho (26) Rbts: ? Asts: ? |  | Ginásio Vasco da Gama, Rio de Janeiro |  |

| 30 de setembro 20:00 | Relatório | Botafogo                                      | 57–79 | Flamengo                                           |  | Ginásio Tijuca Tênis Clube, Rio de Janeiro |  |
| 30 de setembro 20:00 | Relatório | Placar por quarto: 12-29, 12-12, 16-16, 17-22 |       |                                                    |  | Ginásio Tijuca Tênis Clube, Rio de Janeiro |  |
| 30 de setembro 20:00 | Relatório | Pts: Russel (16) Rbts: ? Asts: ?              |       | Pts: JP Batista (25) Rbts: JP Batista (10) Asts: ? |  | Ginásio Tijuca Tênis Clube, Rio de Janeiro |  |

| 3 de outubro 20:00 | Relatório | Flamengo                                                         | 77–82 | Vasco da Gama                                          |  | Ginásio Tijuca Tênis Clube, Rio de Janeiro |  |
| 3 de outubro 20:00 | Relatório | Placar por quarto: 25-18, 19-15, 10-17, 23-32                    |       |                                                        |  | Ginásio Tijuca Tênis Clube, Rio de Janeiro |  |
| 3 de outubro 20:00 | Relatório | Pts: Marquinhos, Fischer e Ramón (14) Rbts: Olivinha (9) Asts: ? |       | Pts: Fiorotto e Nezinho (19) Rbts: ? Asts: Jackson (7) |  | Ginásio Tijuca Tênis Clube, Rio de Janeiro |  |

Segundo Turno
| 6 de outubro 19:00 | Relatório | Macaé                                         | 71–91 | Flamengo                             |  | Ginásio Juquinha, Macaé |  |
| 6 de outubro 19:00 | Relatório | Placar por quarto: 23-14, 19-25, 12-27, 17-25 |       |                                      |  | Ginásio Juquinha, Macaé |  |
| 6 de outubro 19:00 | Relatório | Pts: ? Rbts: ? Asts: ?                        |       | Pts: Marquinhos (28) Rbts: ? Asts: ? |  | Ginásio Juquinha, Macaé |  |

| 7 de outubro 20:00 | Relatório | Vasco da Gama                                 | 88–78 | Botafogo                          |  | Ginásio Vasco da Gama, Rio de Janeiro |  |
| 7 de outubro 20:00 | Relatório | Placar por quarto: 21-14, 18-24, 21-13, 28-27 |       |                                   |  | Ginásio Vasco da Gama, Rio de Janeiro |  |
| 7 de outubro 20:00 | Relatório | Pts: Jackson (20) Rbts: ? Asts: Hélio (6)     |       | Pts: Flowers (21) Rbts: ? Asts: ? |  | Ginásio Vasco da Gama, Rio de Janeiro |  |

| 11 de outubro 19:00 | Relatório | Macaé                                                   | 82–85 | Vasco da Gama                               | OT | Ginásio Juquinha, Macaé |  |
| 11 de outubro 19:00 | Relatório | Placar por quarto: 19-18, 13-14, 19-14, 22-27, OT: 9-12 |       |                                             | OT | Ginásio Juquinha, Macaé |  |
| 11 de outubro 19:00 | Relatório | Pts: ? Rbts: ? Asts: ?                                  |       | Pts: Jackson (31) Rbts: ? Asts: Jackson (5) | OT | Ginásio Juquinha, Macaé |  |

| 11 de outubro 20:00 | Relatório | Flamengo                             | 92–70 | Botafogo                        |  | Ginásio Tijuca Tênis Clube, Rio de Janeiro |  |
| 11 de outubro 20:00 | Relatório | Placar por quarto: ?, ?              |       |                                 |  | Ginásio Tijuca Tênis Clube, Rio de Janeiro |  |
| 11 de outubro 20:00 | Relatório | Pts: Marcelinho (20) Rbts: ? Asts: ? |       | Pts: Abner (17) Rbts: ? Asts: ? |  | Ginásio Tijuca Tênis Clube, Rio de Janeiro |  |

| 14 de outubro 19:15 | ? | Macaé                                         | 72–62 | Botafogo               |  | Ginásio Juquinha, Macaé |  |
| 14 de outubro 19:15 | ? | Placar por quarto: 19-16, 12-12, 19-15, 22-19 |       |                        |  | Ginásio Juquinha, Macaé |  |
| 14 de outubro 19:15 | ? | Pts: Pezão (20) Rbts: ? Asts: ?               |       | Pts: ? Rbts: ? Asts: ? |  | Ginásio Juquinha, Macaé |  |

| 14 de outubro 20:00 | Relatório | Vasco da Gama                                   | 85–93 | Flamengo                                      |  | Ginásio Tijuca Tênis Clube, Rio de Janeiro Público: 1.545 |  |
| 14 de outubro 20:00 | Relatório | Placar por quarto: 20-26, 17-23, 19-26, 29-18   |       |                                               |  | Ginásio Tijuca Tênis Clube, Rio de Janeiro Público: 1.545 |  |
| 14 de outubro 20:00 | Relatório | Pts: Drudi (21) Rbts: Drudi (8) Asts: Hélio (6) |       | Pts: Olivinha (24) Rbts: Olivinha (7) Asts: ? |  | Ginásio Tijuca Tênis Clube, Rio de Janeiro Público: 1.545 |  |

## Fase Semifinal

### Semifinal 1
| Time 1   | Séries | Time 2   | 1º Jogo | 2º Jogo | 3º Jogo |
| -------- | ------ | -------- | ------- | ------- | ------- |
| Flamengo | 2–0    | Botafogo | 79–69   | 89–81   | –       |

Primeiro Jogo
| 17 de outubro 20:00 | Relatório | Flamengo                                      | 79–69 | Botafogo                        |  | Ginásio Tijuca Tênis Clube, Rio de Janeiro |  |
| 17 de outubro 20:00 | Relatório | Placar por quarto: 15-18, 15-14, 28-15, 21-22 |       |                                 |  | Ginásio Tijuca Tênis Clube, Rio de Janeiro |  |
| 17 de outubro 20:00 | Relatório | Pts: Marquinhos (19) Rbts: ? Asts: ?          |       | Pts: Feliz (14) Rbts: ? Asts: ? |  | Ginásio Tijuca Tênis Clube, Rio de Janeiro |  |

Segundo Jogo
| 19 de outubro 20:00 | Relatório | Botafogo                                      | 81–89 | Flamengo                                         |  | Ginásio de General Severiano, Rio de Janeiro |  |
| 19 de outubro 20:00 | Relatório | Placar por quarto: 22-23, 22-22, 18-18, 19-26 |       |                                                  |  | Ginásio de General Severiano, Rio de Janeiro |  |
| 19 de outubro 20:00 | Relatório | Pts: Wesley (16) Rbts: ? Asts: ?              |       | Pts: JP Batista (21) Rbts: Olivinha (11) Asts: ? |  | Ginásio de General Severiano, Rio de Janeiro |  |

### Semifinal 2
| Time 1        | Séries | Time 2 | 1º Jogo | 2º Jogo | 3º Jogo |
| ------------- | ------ | ------ | ------- | ------- | ------- |
| Vasco da Gama | 2–0    | Macaé  | 74–58   | 76–61   | –       |

Primeiro Jogo
| 17 de outubro 19:00 | Relatório | Vasco da Gama                                | 74–58 | Macaé                            |  | Ginásio Vasco da Gama, Rio de Janeiro |  |
| 17 de outubro 19:00 | Relatório | Placar por quarto: 21-6, 13-17, 17-17, 23-18 |       |                                  |  | Ginásio Vasco da Gama, Rio de Janeiro |  |
| 17 de outubro 19:00 | Relatório | Pts: Jackson (15) Rbts: ? Asts: ?            |       | Pts: Pitico (16) Rbts: ? Asts: ? |  | Ginásio Vasco da Gama, Rio de Janeiro |  |

Segundo Jogo
| 19 de outubro 19:15 | Relatório | Macaé                                        | 61–76 | Vasco da Gama                                           |  | Ginásio Juquinha, Macaé |  |
| 19 de outubro 19:15 | Relatório | Placar por quarto: 16-8, 11-15, 12-27, 22-26 |       |                                                         |  | Ginásio Juquinha, Macaé |  |
| 19 de outubro 19:15 | Relatório | Pts: ? Rbts: ? Asts: ?                       |       | Pts: Nezinho (18) Rbts: Fiorotto (9) Asts: Palacios (4) |  | Ginásio Juquinha, Macaé |  |

## Fase Final
| Time 1   | Séries | Time 2        | 1º Jogo | 2º Jogo | 3º Jogo |
| -------- | ------ | ------------- | ------- | ------- | ------- |
| Flamengo | 2–1    | Vasco da Gama | 89–87   | 98–104  | 20–0    |

Primeiro Jogo
| 24 de outubro 21:00 | Relatório | Flamengo                                      | 89–87 | Vasco da Gama                            |  | Ginásio Hélio Maurício, Rio de Janeiro |  |
| 24 de outubro 21:00 | Relatório | Placar por quarto: 23-25, 21-20, 20-19, 25-23 |       |                                          |  | Ginásio Hélio Maurício, Rio de Janeiro |  |
| 24 de outubro 21:00 | Relatório | Pts: Marcelinho (31) Rbts: ? Asts: ?          |       | Pts: Murilo (24) Rbts: ? Asts: Hélio (5) |  | Ginásio Hélio Maurício, Rio de Janeiro |  |

Segundo Jogo
| 27 de outubro 19:45 | Relatório | Vasco da Gama                                 | 104–98 | Flamengo                             |  | Ginásio Vasco da Gama, Rio de Janeiro |  |
| 27 de outubro 19:45 | Relatório | Placar por quarto: 17-26, 30-18, 29-31, 28-23 |        |                                      |  | Ginásio Vasco da Gama, Rio de Janeiro |  |
| 27 de outubro 19:45 | Relatório | Pts: Hélio (36) Rbts: ? Asts: Jackson (3)     |        | Pts: Marcelinho (27) Rbts: ? Asts: ? |  | Ginásio Vasco da Gama, Rio de Janeiro |  |

Terceiro Jogo
| 6 de dezembro 21:00 | W.O. | Flamengo | 20–0 | Vasco da Gama |  | Ginásio Tijuca Tênis Clube, Rio de Janeiro |  |

## Premiação
| Campeonato Carioca de Basquete de 2016 |
| -------------------------------------- |
| Flamengo Campeão (43º título)          |